# Nepal ai Giochi della XXIX Olimpiade
Il Nepal ha partecipato ai Giochi della XXIX Olimpiade di Pechino, svoltisi dall'8 al 24 agosto 2008, con una delegazione di 8 atleti.

## Atletica leggera
| Gara            | Atleta             | Batterie | Batterie | Quarti | Quarti | Semifinali | Semifinali | Finale    | Finale |
| Gara            | Atleta             | Tempo    | Pos.     | Tempo  | Pos.   | Tempo      | Pos.       | Tempo     | Pos.   |
| --------------- | ------------------ | -------- | -------- | ------ | ------ | ---------- | ---------- | --------- | ------ |
| Maratona        | Arjun Kumar Basnet |          |          |        |        |            |            | 2h 23'09" | 45     |
| 100 m femminili | Chandra Kala Thapa | 13"15    | 9        |        |        |            |            |           |        |

## Judo
| Gara  | Atleta     | Tabellone principale | Tabellone principale                | Tabellone principale | Tabellone principale | Tabellone principale | Ripescaggi | Ripescaggi | Ripescaggi | Ripescaggi |
| Gara  | Atleta     | Sedicesimi           | Ottavi                              | Quarti               | Semifinali           | Finale               | 1º turno   | Quarti     | Semifinali | Finale     |
| ----- | ---------- | -------------------- | ----------------------------------- | -------------------- | -------------------- | -------------------- | ---------- | ---------- | ---------- | ---------- |
| 63 kg | Debu Thapa | bye                  | Chin-Fang (Taipei cinese) 0000-1000 |                      |                      |                      |            |            |            |            |

## Nuoto
| Gara                        | Atleta         | Batterie | Batterie | Semifinali | Semifinali | Finale | Finale |
| Gara                        | Atleta         | Tempo    | Pos.     | Tempo      | Pos.       | Tempo  | Pos.   |
| --------------------------- | -------------- | -------- | -------- | ---------- | ---------- | ------ | ------ |
| 50 m stile libero maschili  | Prasiddha Shah | 27"59    | 81       |            |            |        |        |
| 50 m stile libero femminili | Karishma Karki | 32"35    | 81       |            |            |        |        |

## Sollevamento pesi
| Gara  | Atleta                 | Strappo | Strappo | Slancio | Slancio | Totale | Posizione |
| Gara  | Atleta                 | Ris.    | Pos.    | Ris.    | Pos.    | Totale | Posizione |
| ----- | ---------------------- | ------- | ------- | ------- | ------- | ------ | --------- |
| 69 kg | Kamal Bahadur Adhikari | 114     | 28      | 154     | 22      | 268    | 22        |

## Taekwondo
| Gara  | Atleta       | Tabellone principale | Tabellone principale | Tabellone principale | Tabellone principale | Ripescaggi         | Ripescaggi |
| Gara  | Atleta       | Ottavi               | Quarti               | Semifinali           | Finale               | Semifinali         | Finale     |
| ----- | ------------ | -------------------- | -------------------- | -------------------- | -------------------- | ------------------ | ---------- |
| 80 kg | Deepak Bista | Hadi Saei (Iran) 0-7 |                      |                      |                      | Zhu Guo (Cina) 2-6 |            |

## Tiro
| Gara                         | Atleta         | Qualificazioni | Qualificazioni | Finale    | Finale       | Finale |
| Gara                         | Atleta         | Punteggio      | Pos.           | Punteggio | Punt. totale | Pos.   |
| ---------------------------- | -------------- | -------------- | -------------- | --------- | ------------ | ------ |
| Carabina 10 m aria compressa | Maya Kyapchaki | 380            | 46             |           |              |        |